# یک دست لباس (فیلم ۲۰۲۲)
یک دست لباس (به انگلیسی: The Outfit) یک فیلم درام جنایی آمریکایی محصول سال ۲۰۲۲ به کارگردانی گراهام مور در اولین کارگردانی خود بر اساس فیلمنامه مور و جاناتان مک‌کلین است. در این فیلم گروهی از بازیگران از جمله مارک رایلنس، زوئی دویچ، جانی فلین، دیلن اوبرایان، نیکی آموکا-برد، سایمون راسل بیل و الان مهدی‌زاده نقش‌آفرینی می‌کنند. داستان حول محور یک خیاط انگلیسی، یا، به قول خودش، یک «کاتر» (رایلنس) در شیکاگو است که مشتریان اصلی‌اش خانواده‌ای از گانگسترهای شرور هستند. این فیلم اولین نمایش جهانی خود را در هفتاد و دومین جشنواره بین‌المللی فیلم برلین در ۱۴ فوریه ۲۰۲۲ انجام داد، و در ۱۸ مارس ۲۰۲۲ توسط فوکس فیچرز در ایالات متحده اکران شد. این فیلم عموماً نقدهای مثبتی از سوی منتقدان دریافت کرد.

## داستان فیلم
لئونارد پیرمردی انگلیسی است که در سال ۱۹۵۶ در شهر شیکاگو یک مغازه‌ی خیاطی را می‌گرداند. او کار خود را مانند یک هنر می‌بیند و بسیار در انجام درست آن وسواس دارد و به خاطر دوخت و دوز بینظیرش، مشتری‌های ثروتمندی هم دارد. محله‌ای که او در آن کار می کند، توسط گانگستر خشنی به نام بویل گردانده می‌شود. بویل و دار و دسته‌اش از مغازه‌ی پیرمرد برای رساندن پیام‌های رمزدار استفاده و البته امنیت پیرمرد و مغازه‌اش را هم تضمین می‌کنند. پیرمرد منشی به نام میبل دارد که با یکی از گانگسترها به نام ریچی رابطه دارد. یک شب قبل از بستن مغازه، ریچی زخمی و خونین وارد مغازه می‌شود، در حالی که با مرگ فاصله‌ی چندانی ندارد …

## بازیگران
- مارک رایلنس در نقش لئونارد برلینگ
- جانی فلین در نقش فرانسیس
- زوئی دویچ در نقش میبل شان
- دیلن اوبرایان در نقش ریچی بویل
- سایمون راسل بیل در نقش روی بویل
- نیکی آموکا-برد در نقش ویولت لافونتین
- الان مهدی‌زاده در نقش راهب

## تولید

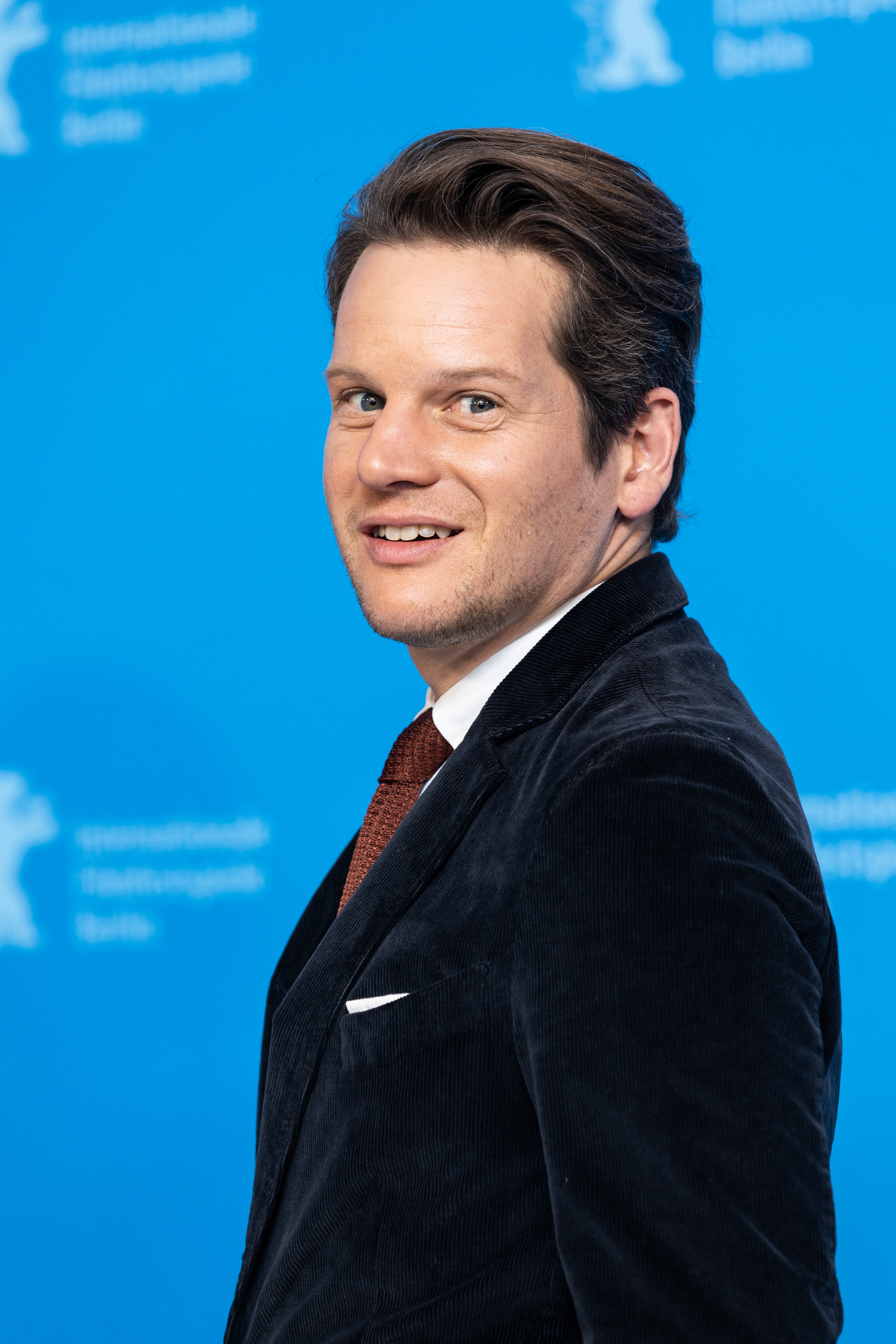
گراهام مور در هفتاد و دومین جشنواره بین‌المللی فیلم برلین برای نمایش فیلم یک دست لباس

در ژانویه ۲۰۲۱، اعلام شد که گراهام مور قرار است اولین کارگردانی خود را بر اساس فیلمنامه‌ای که با جاناتان مک کلین نوشته بود، انجام دهد و فیلم‌نیشن انترتینمنت قرار است این فیلم را تولید کند. در فوریه ۲۰۲۱، فوکس فیچرز حقوق توزیع فیلم را با حضور مارک رایلنس، زوئی دویچ، دیلن اوبراین و جانی فلین پیش خرید کرد. سایمون راسل بیل و نیکی آموکا-برد در آوریل ۲۰۲۱ به بازیگران اضافه شدند. تصویربرداری اصلی در ۵ مارس ۲۰۲۱ در لندن، انگلستان، با فیلمبردار دیک پوپ آغاز شد. فیلمبرداری در اوایل آوریل ۲۰۲۱ به پایان رسید. ویرایش در طول پس‌تولید توسط ویلیام گلدنبرگ تکمیل شد و موسیقی توسط الکساندر دسپلا ساخته شد.

## انتشار
این فیلم برای اولین بار در هفتاد و دومین جشنواره بین‌المللی فیلم برلین در ۱۴ فوریه ۲۰۲۲ به نمایش درآمد. این فیلم در ۱۸ مارس ۲۰۲۲ در ایالات متحده اکران شد، پس از اینکه از تاریخ ۲۵ فوریه به تعویق افتاده بود. این فیلم در ۸ آوریل ۲۰۲۲ به صورت پخش جریانی و در ۳ می ۲۰۲۲ توسط سرگرمی خانگی یونیورسال پیکچرز به صورت دیسک بلوری و دی‌وی‌دی منتشر شد.